# Głazy Moeraki
Głazy Moeraki (ang. Moeraki Boulders) – grupa dużych, kulistych konkrecji występujących na plaży Koehoke, na wybrzeżu regionu Otago, na Wyspie Południowej, w Nowej Zelandii, między Moeraki i Hampden. Zabarwione na szaro septarie leżą na brzegu morza pojedynczo lub w grupach. Wywołana przez fale erozja występującego na wybrzeżu mułowca regularnie uwalnia nowe kule.
Według legend osiadłych tu Maorysów, głazy są resztkami koszy na węgorze, tykw i batatów, które zostały wyrzucone na brzeg z wraku legendarnego statku Araiteuru. Według tych legend klify wchodzące w morze z Shag Point to skamieniały kadłub statku, a położony w pobliżu cypel, to ciało jego kapitana. W 1848 r. W.B.D. Mantell wykonał rysunek wybrzeża z większą niż obecnie liczbą głazów. Znajduje się on teraz w Alexander Turnbull Library w Wellington. Wzmianki o głazach pojawiły się w relacjach władz kolonialnych już w 1850 roku, a w późniejszych czasach stały się atrakcją turystyczną.

## Właściwości fizyczne

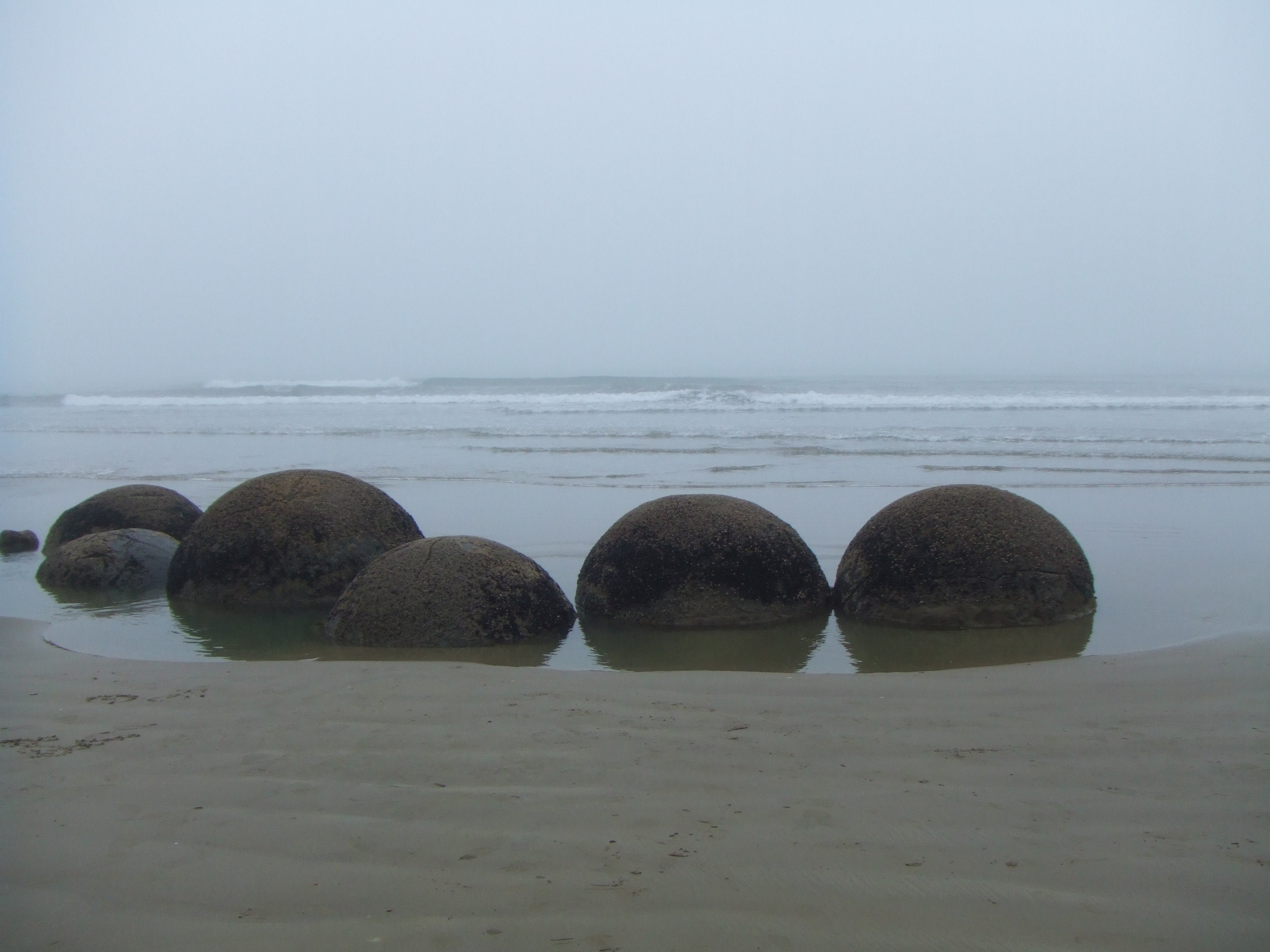
Grupa kulistych głazów

Najważniejszą właściwością konkrecji są ich duże rozmiary i kulisty kształt. Głazy dzielą się ze względu na wielkość na dwie grupy: około jedna trzecia ma 0,5 do 1 m średnicy, pozostałe dwie trzecie 1,5 do 2,2 m. Większość jest niemalże kulista, a niewielka część owalna, ponieważ ukształtowały się zgodnie z warstwowaniem otaczającego je pierwotnie mułowca.
Niemal identyczne głazy znane jako „Koutu Boulders” występują na plażach, w klifach i pod powierzchnią ziemi na wybrzeżu naturalnego portu Hokianga na Wyspie Północnej, pomiędzy Koutu Point a Kauwhare Point. Mogą osiągać do 3 m średnicy i są prawie kuliste.
Podobne kule zwane „Katiki Boulders” są znane ze skierowanego na północ brzegu w Shag Point, położonego ok. 19 km na południe od miejsca występowania głazów Moeraki. Część z nich jest kulista, część owalna, a część ma kształt dysku i niektóre z nich, w przeciwieństwie do głazów Moeraki, zawierają kości mozazaurów i plezjozaurów. Podobne, kuliste konkrecje zostały znalezione w różnych częściach świata. Trzymetrowe kule znaleziono wzdłuż rzeki Cannonball River w hrabstwach Morton i Sioux, w Dakocie Północnej. 4 do 6 metrów średnicy osiągają konkrecje w odkrywkach piaskowca z Frontier Formation na północnym wschodzie stanu Utah i w centralnej części Wyomingu. Częściowo zerodowane kule o średnicy do 6 m znajdują się w Rock City w hrabstwie Ottawa, w stanie Kansas. Mniejsze, kuliste konkrecje występują na brzegu jeziora Huron, koło Kettle Point, w kanadyjskiej prowincji Ontario, gdzie są nazywane „kotłami” (kettles).

## Skład

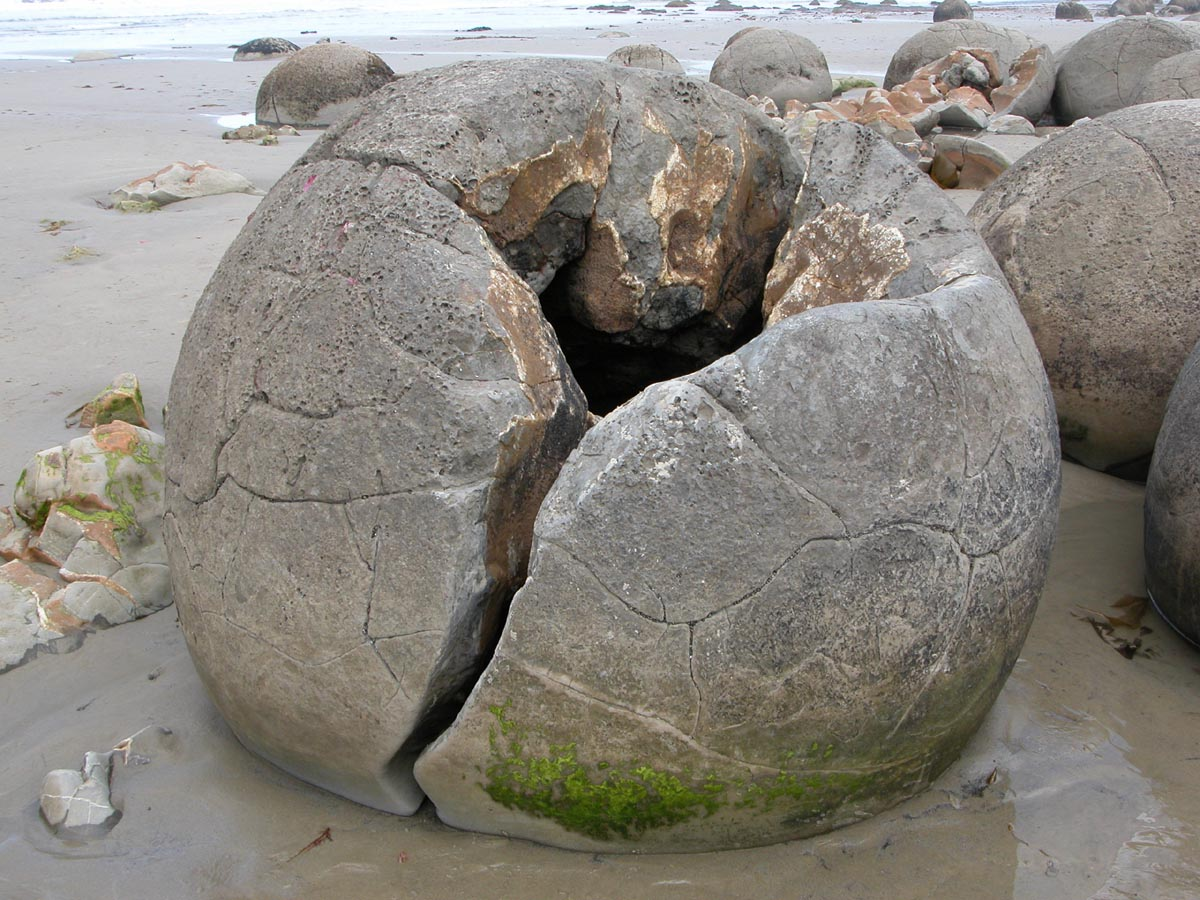
Pęknięty głaz

Na podstawie analiz optycznych, strukturalnych i badań za pomocą sondy elektronowej ustalono, że kule składają się ze szlamu, drobnoziarnistej gliny i iłu, które są zlepione kalcytem. Stopień cementacji rośnie od stosunkowo niewielkiego we wnętrzu kuli do dość dużego w warstwie zewnętrznej, składającej się w 10–20% z kalcytu, który nie tylko spaja glinę z iłem, ale też częściowo je zastąpił.
Materiał głazu jest pełen dużych pęknięć, zwanych septariami, które mają kształt skierowanych na zewnątrz pustych rdzeni, otoczonych skalenoedrycznymi kryształami kalcytu. Proces, który powoduje powstanie septariów w głazach Moeraki i innych tego typu konkrecjach, nie jest do tej pory ostatecznie wyjaśniony. Pęknięcia skierowane są promieniowo na zewnątrz i stają się coraz węższe. Są najczęściej pokryte powstałą wcześniej warstwą z brązowego kalcytu i powstałą później warstwą żółtego szpatu islandzkiego, który często wypełnia pęknięcia całkowicie. W przypadku niewielkiej ilości głazów Moeraki, bardzo cienką, wewnętrzną warstwę z dolomitu i kwarcu pokrywa żółty szpat islandzki.
Skład i septaria w głazach Moeraki są typowe dla innych konkrecji z septariami, znalezionymi w wychodniach skał osadowych na Nowej Zelandii i w innych miejscach. Pearson i Nelson szczegółowo opisali w 2005 i 2006 roku występowanie mniejszych, ale poza tym identycznych konkrecji na Nowej Zelandii, ale też w Kimmeridge Clay i Oxford Clay w Anglii i w innych punktach świata.

## Pochodzenie
Głazy Moeraki są konkrecjami powstałymi w wyniku procesu cementacji kalcytem, pochodzącym z wody porowej, paleoceńskiego mułowca z formacji Moeraki, które zostały uwolnione przez późniejszą erozję. Kulisty kształt wskazuje, że kule powstały w wyniku dyfuzji wapnia, a nie zostały ukształtowane przez płynącą wodę. Badania zawartości magnezu i żelaza oraz składu izotopowego tlenu i węgla w cemencie kalcytowym i szpacie wykazały, że kule formowały się w morskim szlamie blisko powierzchni paleoceńskiego dna morskiego. Skład izotopowy został uwzględniony w teorii, według której redukcja siarczanów przez bakterie w zasolonej wodzie porowej spowodowała wytrącanie kalcytu, którego efektem było powstanie głazów. Czas tworzenia dużych, dwumetrowych kul ocenia się na 4 do 5,5 mln lat, podczas których osadzało się nad nimi 10 do 50 metrów szlamu. Po utworzeniu się kul powstały szczeliny, które po opadnięciu poziomu morza zostały wypełnione przez kalcyt, a rzadziej przez dolomit i kwarc.